# Тверская улица (Санкт-Петербург)
Тверска́я у́лица — улица в Центральном районе Санкт-Петербурга. Проходит от Таврической улицы до площади Пролетарской Диктатуры.

## Пересекает или соприкасается
- Таврическая улица
- Калужский переулок
- Кавалергардская улица
- Ставропольская улица
- Одесская улица
- площадь Пролетарской Диктатуры
- Лафонская улица (через площадь)
- Суворовский проспект (через площадь)

## Здания
| Дом                                 | Изображение | Описание |
| ----------------------------------- | ----------- | --- |
| № 1 (угол с Таврической улицей, 35) |             | Доходный дом И. И. Дернова, известный, как «Дом с башней». Дом был построен в 1903-1905 годы по проекту М. Н. Кондратьева. Здесь с 1905 по 1912 год у поэта Вячеслава Иванова (квартира 24) проходили так называемые Ивановские среды, собиравшие известных поэтов, писателей, художников серебряного века. C 1906 по 1908 год в этом здании находилась художественная школа Е. Н. Званцевой. 7831712000 (БД Викигида) |
| № 4                                 |             | Доходный дом Г.Г. Гандмана. Построен в 1907 году по проекту Д. Устругова. Объект культурного наследия народов РФ. Объект № 7832568000 (БД Викигида) |
| № 5 (угол с Калужским переулком, 2) |             | Особняк М. Ф. Тецнер. Построен в 1903—1904 годы по проекту А. С. Хренова; позже надстраивался. В настоящее время в доме расположено консульство Чехии. Объект культурного наследия народов РФ. Объект № 7831705000 (БД Викигида) |
| № 7                                 |             | |
| № 8                                 |             | старообрядческая церковь Знамения Пресвятой Богородицы (1906—1907, архитектор Д. А. Крыжановский). Объект культурного наследия народов РФ. Объект № 7810662000 (БД Викигида) |
| № 10 (левая часть)                  |             | Построен в 1912 году, архитектор Л. В. Котов. |
| № 11                                |             | Здание богадельни Германского благотворительного общества. Было построено в 1865 году по проекту К. И. Андерсона. |
| № 12 (правая часть)                 |             | доходный дом, построенный в 1900 году по проекту Н. И. Иванова. |
| № 13                                |             | построен в 1911—1912, архитектор Д. А. Крыжановский. |
| № 14                                |             | Перестроен (расширен) в 1891 году по проекту М. А. Андреева. Позже был надстроен. |
| № 16                                |             | Построен в 1936. Часть 5-этажная, часть 6-этажная. |
| № 20                                |             | бывший жилой дом Тверского товарищества квартировладельцев. Строительство было начато в 1914—1916 годы архитекторами И. А. Претро и И. Ф. Безпаловым. Завершено в 1924 году. |
| № 22                                |             | В XIX веке на этом участке находился частный трехэтажный дом с флигелем и большим садом, в 1847 г. участок и строения приобретены благотворителями для больницы святой Ольги для неимущих «страждущих хроническими неизлечимыми болезнями». После 1918 года в перестроенном здании находилась поликлиника. В 1971—1972 гг. после сноса старого здания поликлиники построена гостиница «Смольнинская» (архитектор Г. Ю. Никитенко), как часть Дома политического просвещения Ленинградского обкома КПСС. В 1988—1989 гг. в здании находился Международный центр делового сотрудничества. В 2007 году после реконструкции вновь открыта гостиница "Смольнинская". |
| № 23                                |             | В доме жил Пётр Бернгардович Струве (1908) |
| № 25                                |             | Общежитие СПБИУВЭка |
| № 27                                |             | построен в 1888 году по проекту В. Ф. Пруссака. (Перестроен). |
| № 29                                |             | построен в 1911 году по проекту Д. А. Шагина. В этом доме в 1916—1917 годах жил Керенский, Александр Фёдорович с семьей. |

В доме 15 проживал государственный и политический деятель Д. Н. Филиппов, установлена мемориальная доска
.